# Gonia distinguenda
Gonia distinguenda là một loài ruồi trong họ Tachinidae.